# 梁家镇
梁家镇，是中华人民共和国山東省德州市禹城市下辖的一个乡镇级行政单位。

## 行政区划
梁家镇下辖以下地区：
梁庄社区、张王社区、大纪社区、崔庄社区、西小张社区、大杨社区、范庙社区、张吕府社区、牛和屯社区、郑王社区、邢寨社区、秦李社区、新陈社区、冷家店社区、立新社区、三联社区、三院社区、王寨社区、东王社区、武庄社区、惠民社区、田尼社区、黄徐社区、张李社区、来风社区、杨信李社区、木槿王社区、凤前社区、王贵庭社区、国屯社区、辛庄村、大尹村、五合村、唐屯村、毛子张村、长里孙村、豆庄村、杨官营村、夏庄村、王义村、齐刘村、双庙屯村、大杜村和马庙村。